# Janig Corlay
Pour les articles homonymes, voir Leclerc et Corlay (homonymie).
Janig Corlay, née le 6 janvier 1915 à Corlay (Côtes-du-Nord) et décédée le 30 juillet 1992 à Lorient (Morbihan), est une femme de lettres française spécialisée dans la Bretagne.
Femme d'Herry Caouissin, elle est née Jeanne-Louise Leclerc. Elle fut éditeur, écrivain, illustrateur, réalisateur de films sur la Bretagne.

## Publications
- Le Paradis Breton (illustrations de R. Micheau-Vernez). Editions La Bonne Presse (1951)
- Laennec face à l'Ankou. Art Média - Lorient. 1980. préf. de François Ducaud-Bourget. Édition du bicentenaire 1781-1981
- Jacques Cartier. ill. par Herry Caouissin et Etienne Le Rallic. N.C.A. - Saint-Malo. 1984
- Le Glaive de Lumière, écrit en collaboration avec Herry Caouissin. Editions Janig Corlay (1993)